# Charlie Hanson
Charlie Hanson, född Karl Fredrik Hansson 3 april 1906 i Göteborgs domkyrkoförsamling, död 14 februari 1983, var en svensk gitarrist.

## Filmografi
- 1940 – Lillebror och jag – gitarrist i Arne Hülphers orkester
- 1940 – Kyss henne! – gitarrist